# 菅原木工
菅原木工（すがわらもっこう）は、岩手県一関市に本社をおく、寺院や神社などの建物を主に施工する会社。

## 概要
「宮大工」の技を生かして数々の住宅も手掛けている。菅原建築設計事務所として設計活動も行っている。
菅原木工前代表である菅原武美は「宮大工」としての技を評価され、岩手県の卓越技能者、「現代の名工」として菅原木工に多大なる功績をもたらした。

## 沿革
菅原木工では、現代表・菅原武徳の曽祖父の代から木地挽を生業としていた。培った技術を引き継ぎ、1948年（昭和23年）に孫の菅原武美が31歳にして菅原木工所を設立した。

## 施工実績
本社を置く一関市はもとより、東北地方各地の施工にあたっている。2011年の東日本大震災後は、被災した龍泉寺（陸前高田市）をはじめとした神社仏閣の再建や修繕を手掛けている。